# Hinamatsuri
Hinamatsuri (雛祭り Hina-matsuri?), numită și Ziua Păpușilor sau Ziua Fetelor, este o zi specială în Japonia. Sărbătorită în fiecare an la 3 martie, platformele acoperite cu un covor roșu sunt folosite pentru a afișa un set de păpuși ornamentale ornamental dolls (雛人形 hina-ningyō?) reprezentând Împăratul, Împărăteasa, însoțitorii și muzicienii în rochia tradițională a curții din perioada Heian.:52

## Legături externe
- Hinamatsuri (Doll's Festival) Arhivat în 10 octombrie 2009, la Wayback Machine.
- Hinamatsuri in Sado, Niigata, Japan (Doll's Festival) Arhivat în 2 aprilie 2015, la Wayback Machine.
- Video on Hinamatsuri  (Hinamatsuri Girls' Day | Doll's Festival)